# Université catholique Andrés-Bello
 (juin 2021).
 (juin 2021).
La mise en forme du texte ne suit pas les recommandations de Wikipédia : il faut le « wikifier ».
Les points d'amélioration suivants sont les cas les plus fréquents :
- Les titres sont pré-formatés par le logiciel. Ils ne sont ni en capitales, ni en gras.
- Le texte ne doit pas être écrit en capitales (les noms de famille non plus), ni en gras, ni en italique, ni en « petit »…
- Le gras n'est utilisé que pour surligner le titre de l'article dans l'introduction, une seule fois.
- L'italique est rarement utilisé : mots en langue étrangère, titres d'œuvres, noms de bateaux, etc.
- Les citations ne sont pas en italique mais en corps de texte normal. Elles sont entourées par des guillemets français : « et ».
- Les listes à puces sont à éviter, des paragraphes rédigés étant largement préférés. Les tableaux sont à réserver à la présentation de données structurées (résultats, etc.).
- Les appels de note de bas de page (petits chiffres en exposant, introduits par l'outil «  Source ») sont à placer entre la fin de phrase et le point final[comme ça].
- Les liens internes (vers d'autres articles de Wikipédia) sont à choisir avec parcimonie. Créez des liens vers des articles approfondissant le sujet. Les termes génériques sans rapport avec le sujet sont à éviter, ainsi que les répétitions de liens vers un même terme.
- Les liens externes sont à placer uniquement dans une section « Liens externes », à la fin de l'article. Ces liens sont à choisir avec parcimonie suivant les règles définies. Si un lien sert de source à l'article, son insertion dans le texte est à faire par les notes de bas de page.
- La présentation des références doit suivre les conventions bibliographiques. Il est recommandé d'utiliser les modèles {{Ouvrage}}, {{Chapitre}}, {{Article}}, {{Lien web}} et/ou {{Bibliographie}}. Le mode d'édition visuel peut mettre en forme automatiquement les références.
- Insérer une infobox (cadre d'informations à droite) n'est pas obligatoire pour parachever la mise en page.

Pour une aide détaillée, merci de consulter Aide:Wikification.
Si vous pensez que ces points ont été résolus, vous pouvez retirer ce bandeau et améliorer la mise en forme d'un autre article.
L'université catholique Andrés-Bello (UCAB), également connue sous le nom de « La Católica », est une université privée basée à Caracas, Venezuela. Elle a les deux campus secondaires, celui de Los Teques (État de Miranda) et campus Guayana à Puerto Ordaz (État de Bolívar). Elle est membre de l'Association des universités confiées à la Compagnie de Jésus en Amérique latine (AUSJAL), et est dirigée par des prêtres jésuites.

## Historique
L'histoire des jésuites et la direction de centres d'éducation à Caracas remonte à la direction jésuite du collège-séminaire de Santa Rosa de Lima en 1916, puis à l'établissement du collège San Ignacio de Loyola en 1921.
L'université a commencé ses activités le 26 octobre 1953. À partir de 1965, son campus a déménagé dans son siège actuel à Montalbán, à l'Ouest de la capital. Le nom de l'université catholique vient de l'éminent écrivain, humaniste et intellectuel vénézuélien Andrés Bello. Selon le QS World University Rankings, pour l'année universitaire 2019, l'UCAB est classé numéro 2 au Venezuela, 58 dans la région et 801-1000 dans le monde.

## Enseignement et recherche
À Caracas, l'université catholique compte les facultés et écoles dites du premier cycle suivantes (liste traduite potentiellement dépassée) :

### Écoles du premier cycle supérieur

#### Faculté des sciences économiques et sociales
- École d'administration et de comptabilité
- École des sciences sociales
- École d'économie

#### Faculté des sciences humaines et de l'éducation
- École de communication sociale
- École d'éducation
- École de philosophie
- École des lettres
- École de psychologie

#### Faculté de droit
- École de droit

#### Faculté d'ingénierie
- École de génie civil
- École de génie industriel
- École de génie informatique
- École d'ingénierie des télécommunications

#### Faculté de théologie
- École de théologie

### Écoles du troisième cycle (doctorales)
À Caracas, l'UCAB propose les doctorats suivantes :
- Doctorat en sciences administratives et de gestion
- Doctorat en sciences humaines et de l'éducation
- Doctorat en droit
- Doctorat en sciences économiques
- Doctorat en ingénierie
- Doctorat en théologie
- Doctorat en histoire
- Doctorat en psychologie
- Sciences économiques et droit

### Centres de recherche, d'études et de formation continue
L'université catholique dispose également d'un grand nombre d'institutions destinées à la recherche, couvrant les domaines les plus larges de la connaissance. Ceux-ci sont :
- Conseil pour le développement scientifique et humaniste
- Institut de recherche économique et sociale
- Institut de recherche historique
- Institut de recherche juridique
- Centre des droits de l'homme
- Centre de recherche en génie
- Centre de développement humain et de conseil
- Centre de recherche en communication
- Centre de recherche et de formation humaniste
- Centre de recherche pour l'éducation, la productivité et la vie
- Noyau d'études sur la criminalité économique
- Institut de théologie des religieux (ITER-UCAB)
- Centre international de mise à jour professionnelle (CIAP-UCAB)